# 水橋貴己
水橋 貴己（みずはし たかみ 、1985年7月9日 - ）は、東京都出身の元女優。身長160cm。スリーサイズは78 - 58 - 83cm。

## 略歴・人物
- 中学2年生のときにスカウトされ、2000年9月にJ-PHONEの企業CMでデビュー。
- 好きな食べ物は果物、メロンパン。好きなスポーツは陸上（短距離）。趣味は音楽鑑賞。特技はピアノ、バレエ。
- 以前、同じ事務所に所属していた石原あつ美とは親友である[1]。
- 2010年になり所属事務所のスウィートパワーの公式プロフィールが削除される。その後は移籍した情報はなく、活動を行った報道もない。

## 出演

### テレビドラマ
- 利家とまつ〜加賀百万石物語〜（2002年、NHK） - 永姫 役
- 恋する日曜日ファーストシリーズ 第7話「夢で逢えたら」（2003年、BS-i） - ユキノ 役（主演）
- 顔 第1話「似顔絵が暴く心の謎」（2003年、フジテレビ系） - 中嶋しおり 役
- 土曜ワイド劇場「テレビ朝日開局45周年記念企画『松本清張の証言』」（2004年3月27日、テレビ朝日系） - 梅原千恵子 役
- さそり（2004年、BS-i） - 松島ナミ 役（主演）
- 最後の忠臣蔵 （2004年11月5日～2004年12月10日、NHK「金曜時代劇」） - 可音（内蔵助の娘） 役
- ほんとにあった怖い話 「死者のゆく場所」（2004年12月13日、フジテレビ系） - 戸川澪 役
- 名奉行! 大岡越前（2005年4月-6月、テレビ朝日系） - 香織 役
- 恋する日曜日セカンドシリーズ 第20～22話「君が僕を知ってる」（2005年、BS-i） - 晶 役（主演）
- BS-i開局5周年ドラマ「愛の道 チャイナロード」（2005年、BS-i） - 黒川愛 役（主演）
- 名奉行! 大岡越前2（2006年4月-7月、テレビ朝日系） - 香織 役
- 土曜ワイド劇場「事件12」（2006年4月29日、テレビ朝日系） - 弓丘美砂子 役
- 水戸黄門（TBS系・C.A.L）
  - 水戸黄門2時間スペシャル（2006年） - 女すり・おゆき 役
  - 第37部 第6話「家族涙の隠し金山・佐渡」（2007年5月14日） - お幸 役
  - 第38部 第17話「娘の涙は金の粒・甲府」（2008年5月12日） - お光 役
- 鉄板少女アカネ!! 第3話「じゃがいも vs カニ THE 料理バトル!!」（2006年、TBS系） - 白井文乃 役
- 新春ワイド時代劇 忠臣蔵 瑤泉院の陰謀 第二部・第三部（2007年1月2日、テレビ東京系） - 千馬志乃 役
- 恋する日曜日第3シリーズ 第7話「第3回BS-i脚本賞受賞作品『ジャスト・ニート』」（2007年、BS-i） - 椎名優希 役（主演）
- よろずや平四郎活人剣 第7話「浮草の女」（2007年、テレビ東京系） - おなみ 役
- 土曜ワイド劇場「北多摩署・蟹沢刑事の特捜事件ファイル」（2007年8月18日、テレビ朝日系） - 財津美加子 役
- 天と地と（2008年1月6日、テレビ朝日系） - 諏訪御前（のぶ） 役
- 土曜ワイド劇場「法律事務所」シリーズ（テレビ朝日系） - 安田友美 役
  - 「法律事務所2」（2008年4月12日）
  - 「法律事務所3」（2009年4月4日）
- あんどーなつ 第7話「浅草芸者の心意気」（2008年8月18日、TBS系） - 麻衣子 役

### ラジオドラマ
- 春にして君を離れ（2008年7月26日、NHK-FM） - バーバラ 役

### 映画
- 東映創立50周年記念映画「ホタル」（2001年、東映） - 藤枝真実 役
- 東映創立50周年記念映画「千年の恋 ひかる源氏物語」（2001年、東映） - 彰子 役
- ささやき（2002年、角川書店） - 由紀子 役
- 68FILMS 侍ショート 第1話「EMA〜絵馬〜」（2003年、BS-i） - ミサエ 役（主演）
- BS-i開局5周年記念作品「恋する日曜日」（2006年、BS-i キングレコード） - 宮本晶 役（主演）

### ミュージックドラマ
- lost angel 〜あの日、碧にキミがいて〜 - サチ 役

### PV
- day after tomorrow「lost angel」

### CM
- J-PHONE「未来はワタシの手の中に。」篇（2000年） - 企業CM
- 朝日新聞「朝日新聞 大学入試キャンペーン｣（2001年）
- ネスレコンフェクショナリー「キットカット」（2001年9月～2002年8月） - 5代目イメージキャラクター
- 江崎グリコ「ポッキーデコレ」（2003年）
- NEC「VALUESTAR」（2004年）

### 広告
- 江崎グリコ 交通広告（2003年）
- 国土交通省「土地月間」ポスター（2005年10月）

## ディスコグラフィ
- 「千年の恋〜ひかる源氏物語」オリジナル・サウンドトラック（2001年、日本コロムビア） - 月の夜のかぐや姫

## 書籍

### 写真集
- 篠山紀信版源氏物語 太秦映画・千年の恋（2001年、講談社） - オムニバス写真集

### カレンダー
- 水橋貴己カレンダー 2002（2001年、角川書店）